# EDP
A EDP (anteriormente conhecida por EDP - Energias de Portugal e Electricidade de Portugal) é uma empresa do setor energético, verticalmente integrada, com uma posição consolidada na Península Ibérica, quer ao nível de produção, distribuição e comercialização de eletricidade, e comercialização de gás. A EDP está cotada no índice PSI.
O Grupo EDP tem hoje uma presença forte no panorama energético mundial, estando presente em países como Portugal, Espanha, França, Estados Unidos, Reino Unido, Itália, Bélgica, Polónia, Roménia, Brasil, Canadá, México, Angola e China, contando com cerca de 10 milhões de clientes e 12 mil colaboradores em todo o mundo.

## História

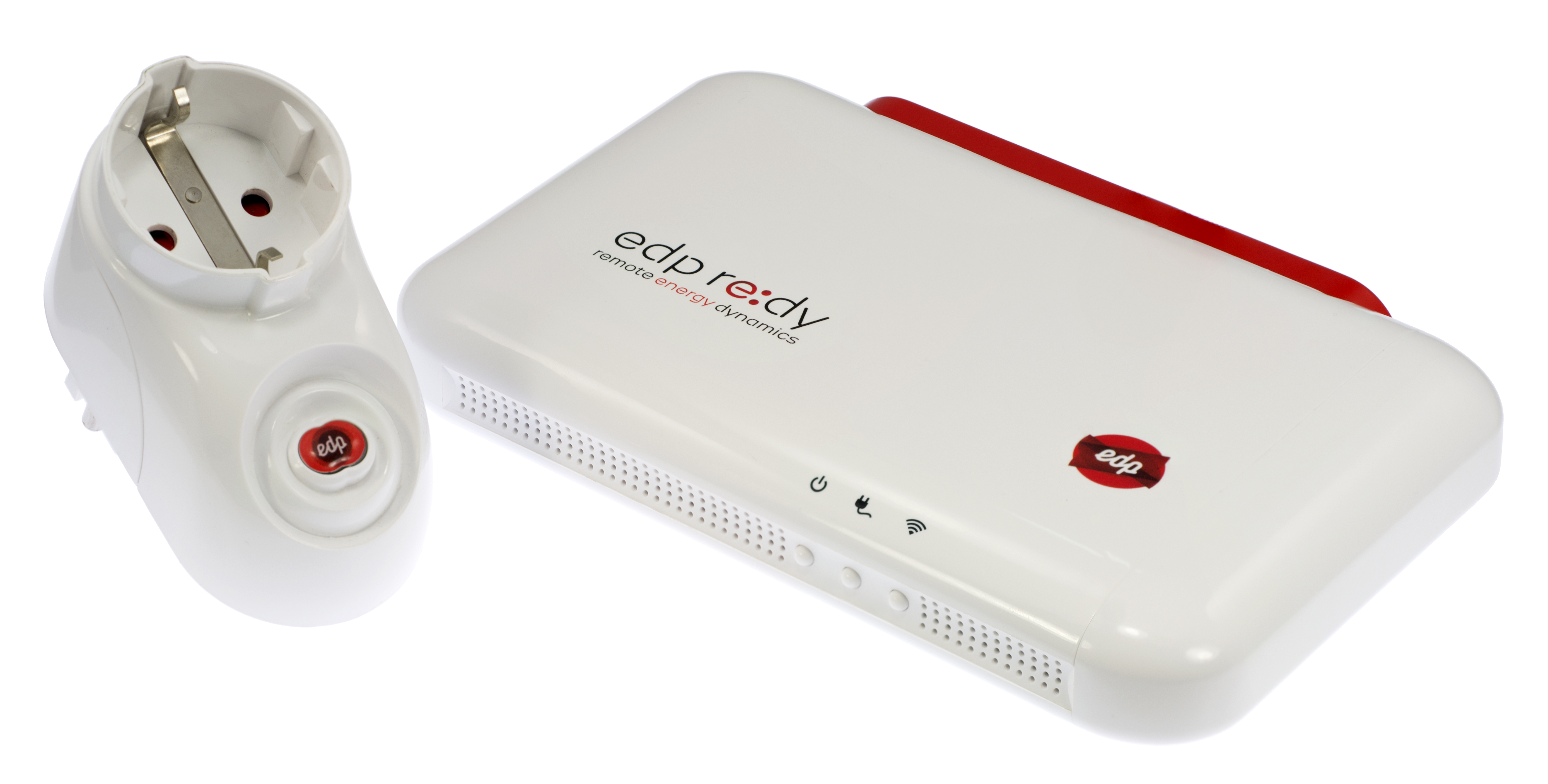
O "Base kit" do serviço EDP re:dy.

Desde os primórdios da introdução da eletricidade em Portugal que a sua geração e distribuição era assegurada de maneira descentralizada, por companhias de âmbito regional.
A Lei n.º 2002, lei da eletrificação nacional, publicada em 26 de dezembro de 1944, estabelecendo as bases para a existência de uma Rede Elétrica Nacional, (prioridade à produção de hidroeletricidade), veio alterar substancialmente o quadro existente à época.
Já no âmbito da mesma, cinco grandes empresas de eletricidade foram constituídas, depois de 1945, nomeadamente:  
- Empresa Termoelétrica Portuguesa - ETP - 1945;
- Hidro - Elétrica do Cávado - HICA - 1945;
- Hidro - Elétrica do Zêzere - HEZ- 1945);
- Companhia Nacional de Eletricidade - CNE- 1947, (encarregada do estabelecimento e exploração das linhas de transporte e das subestações destinadas à interligação dos sistemas do Zêzere e do Cávado, a 150 kV);
- Hidro - Elétrica do Douro - HED - 1953.

Em 1951, foi ainda criado o Repartidor Nacional de Cargas (RNC), importante órgão de coordenação da exploração da então nascente Rede Elétrica Primária. 
Em 1969, visando um modelo empresarial de "concessão única", o governo, através do DL 49.211 de 27 de agosto, decide proceder à fusão das empresas atrás referidas, HICA;HEZ; HED; ETP; CNE, criando, a 3 de dezembro de 1969, a Companhia Portuguesa de Eletricidade - CPE, sendo «a maior empresa do sector elétrico português, de 1969-1974, responsável por 95 % da energia elétrica produzida no país».

### Criação da Eletricidade de Portugal - Empresa Pública (EDP, E.P.) (1976)
Em 1975, durante o Processo Revolucionário em Curso, o setor elétrico foi nacionalizado (Decreto-Lei n.º 205-G/75, de 16 de abril) pelo governo de Vasco Gonçalves, passando para as mãos do Estado Português 14 companhias elétricas de produção, transporte e distribuição.
A 30 de junho de 1976, durante o VI Governo Provisório, através de Decreto-Lei n.º 502/76, de 30 de junho, do Ministério da Indústria e Tecnologia, liderado então por Walter Rosa, foi criada a Eletricidade de Portugal - Empresa Pública (EDP, E.P.), que resultou da fusão das 13 companhias previamente nacionalizadas que operavam em Portugal Continental, nelas incluída a CPE - Companhia Portuguesa de Eletricidade, a maior empresa do sector elétrico português, à época:
| Companhia                                                    | Sede    |
| ------------------------------------------------------------ | ------- |
| AES - Aliança Eléctrica do Sul, S.A.R.L.                     | Olhão   |
| CEAL - Companhia Eléctrica do Alentejo e Algarve, S.A.R.L.   | Lisboa  |
| CEB - Companhia Eléctrica das Beiras, S.A.R.L.               | Coimbra |
| CHENOP - Companhia Eléctrica do Norte de Portugal, S.A.R.L.  | Porto   |
| CRGE - Companhias Reunidas Gás e Electricidade, S.A.R.L.     | Lisboa  |
| CPE - Companhia Portuguesa de Electricidade, S.A.R.L.        | Porto   |
| ED - Eléctrica Duriense, Lda.                                | Porto   |
| EHEC - Empresa Hidroeléctrica do Coura, S.A.R.L.             | Caminha |
| EHESE - Empresa Hidroeléctrica da Serra da Estrela, S.A.R.L. | Gouveia |
| HEAA - Hidroeléctrica do Alto Alentejo, S.A.R.L.             | Lisboa  |
| HEP - Hidroeléctrica Portuguesa, S.A.R.L.                    | Porto   |
| SEOL - Sociedade Eléctrica do Oeste, Lda.                    | Lisboa  |
| UEP - União Eléctrica Portuguesa, S.A.R.L.                   | Porto   |

A nova empresa estatal, Eletricidade de Portugal - Empresa Pública, presidida por Fernando Ivo Gonçalves, cuja sede foi centralizada em Lisboa, funcionando em regime de monopólio verticalizado passou assim a controlar a quase totalidade do negócio de produção e distribuição de energia elétrica em Portugal Continental, tendo sido encarregue da eletrificação de todo o país, da modernização e extensão das rede de distribuição elétrica, do planeamento e construção do parque electroprodutor nacional, e do estabelecimento de um tarifário único para todos os clientes.
Em meados da década de 1980 a rede de distribuição da EDP cobria 97% do território de Portugal continental e assegurava 80% do fornecimento de energia elétrica em baixa tensão. 

### Transformação daEDP, E.P. em EDP, S.A. (1991)
Com a entrada de Portugal na CEE em 1986, dez anos após a criação da EDP, E.P., "o monopólio constituído pelas redes elétricas (não só em Portugal, mas em diversos países europeus), revela-se um obstáctulo ao crescimento do sector, o qual deveria evoluir segundo uma lógica de mercado concorrencial, e não de mercado controlado, nas áreas da produção e comercialização de energia."
Em 1991, o governo decidiu, através do Decreto-Lei n.º 07/91 de 8 de janeiro, alterar o estatuto jurídico da EDP, de Empresa Pública para Sociedade Anónima de capitais exclusivamente públicos.

### Reestruturação/Cisão daEDP, S.A.- Criação doGRUPO EDP(1994)
Em 1994, depois de uma profunda reestruturação, foi constituído o Grupo EDP.
O desígnio do DL 07/91 (constituição de novas sociedades anónimas, por meio de cisões simples, de que a EDP, S.A. seria a única detentora de capital), juntamente com o novo ordenamento jurídico do sector elétrico, DL n.º 99/91 (criação do Sistema Elétrico de Abastecimento Público - SEP, constituído por uma Rede Nacional de Transporte - RNT, produtores e distribuidores de eletricidade vinculados ao sistema,  e o acesso de terceiros à rede - "open acess" ) levou a EDP a realizar, entre em 1991 e 1993, sob a tutela de Mira Amaral, Ministro da Industria e Energia do XII Governo Constitucional, uma profunda Reestruturação e Cisão da empresa, a qual culminou, em maio de 1994, na constituição do Grupo EDP composto por uma Holding e um conjunto de 19 empresas:
- 6 Empresas nucleares (1 de Produção - CPPE; 1 de Transporte - REN; 4 de Distribuição: EN, CENEL, LTE, e SLE);
- 3 Empresas produção hídrica embebida (pequenos Aproveitamentos hídricos);
- 1 Empresa de Energias Renováveis;
- 9 Empresas de Serviços (Internacionalização, Sistemas Informáticos, Engenharia e Projetos hídricos e térmicos, Atividades Laboratoriais, Eficiência Energética, Recursos Humanos, Medicina Apoiada, e Gestão imobiliária."[19]

Concluída a reestruturação/cisão da Empresa, Silva Correia, Presidente da EDP, S.A., na sua Mensagem, exercício de 1994, manifestava confiança na organização implementada:
«a Reestruturação/Cisão da EDP, conduzindo a um Modelo empresarial atualizado e bem potenciado para responder às novas exigências do sector elétrico, em regime de mercado, juntamente com a boa solidez financeira que caracteriza o Grupo, permite-nos encarar o futuro com tranquilidade e confiança».

### Impacto doNovo Modelo Organizativo da EDP, S.A. na Reorganização doSector Elétrico Nacional - SEN(1995)
O Impacto do novo Modelo Organizativo da EDP, S.A. na reorganização do Sector Elétrico Nacional - SEN,  foi determinante para a adaptação do SEN às exigências da liberalização do mercado de eletricidade, que começava a surgir, conforme preâmbulo do DL n.º 182/95 de 27 de julho:  
«Em paralelo com a abertura do sector elétrico à iniciativa privada, DL n.º 449 de 10/12/88, o modelo de Reestruturação da EDP - Eletricidade de Portugal, S.A., implementado em 1994, veio determinar a desintegração vertical do sector, dando origem a empresas vocacionadas, exclusivamente, para as atividades de produção, transporte ou distribuição de energia elétrica. Esta nova realidade, justificou que se procedesse à revisão do enquadramento jurídico do Sector Elétrico Nacional - SEN,  levando a que, em 1995, o mesmo passasse a ser constituído pelo SEP (Sistema Elétrico de Serviço Público) e pelo SEI (Sistema Elétrico Independente). No âmbito do SEI, criou-se ainda o denominado SENV (Sistema Elétrico não vinculado) que integra os agentes que operam segundo regras de mercado, e portadores de uma licença não vinculada.»

### Entrada da EDP, S.A. em Bolsa
Dos objetivos estratégicos do Grupo EDP constituído em 1994, fazia parte a entrada programada da EDP em Bolsa. 
Neste contexto, em Junho de 1997 ocorre a primeira fase de privatização da EDP, tendo sido alienado 30% do capital. Foi uma operação de grande sucesso em que a procura superou a oferta em mais de trinta vezes, e pela qual mais de oitocentos mil portugueses (cerca de 8% da população) se tornaram acionistas da EDP.
Seguiram-se sete fases de privatização: 2ª fase, maio de 1998; 3ª fase, junho de 1998; 4ª fase, outubro de 2000; 5ª fase, novembro de 2004; 6ª fase, dezembro de 2005; 7ª fase, novembro de 2007; 8ª fase, outubro de 2011.
«Em 2013 a Parpública, empresa que gere as participações do Estado, vendeu as últimas ações detidas na EDP, num total de 4,144% do capital social da elétrica, por 2,35 euros por ação, com um encaixe de 356 milhões de euros.

### Internacionalização
Com a criação do Grupo EDP em 1994 a internacionalização da EDP passou a constituir um objetivo estratégico de grande relevância.
Em 1996 dão-se os primeiros passos na internacionalização do Grupo EDP, inaugurando-se em São Paulo, Brasil, um escritório de representação da EDP. E em 1997, transforma-se o Escritório de Representação da EDP na empresa de direito local, a EDP BRASIL, a qual «veio a tornar-se na 4ª maior empresa privada em produção de energia do país».
Em 2004, numa dinâmica de se fortalecer a imagem internacional da EDP, a empresa altera a sua designação para EDP - Energias de Portugal, S.A., com o sorriso a ser a imagem de marca. 
Em 2006 a EDP muda o seu posicionamento e a sua assinatura para “sinta a nossa energia”.
Em 2007, o Grupo EDP, através da sua subsidiária Energias Renováveis, adquire um dos maiores produtores de energia eólica do mundo, a Horizon Wind Energy (LLC), com aerogeradores em Nova Iorque, Iowa, Pensilvânia, Washington e Oklahoma e com projetos para o Minnesota, Oregon, Texas e Illinois, a Horizon foi adquirida por 2,15 mil milhões de dólares americanos.
No mercado das energias renováveis, a EDP, através da EDP Renováveis, é hoje um dos maiores players eólicos do mundo,[carece de fontes?] com 10.052 MWs instalados no final de 2016. Tem, ainda, operações e projetos em Portugal, Espanha, França, Estados Unidos, Reino Unido, Itália, Bélgica, Polónia, Roménia e Brasil.
Em 2010, a marca EDP figura na 192.ª posição da lista das 500 de maiores do mundo, sendo a marca portuguesa melhor posicionada com 3,2 mil milhões de euros.
Em 2011, 60% dos resultados da empresa foram gerados fora de Portugal para tal contribuiu o crescimento dos negócios das renováveis e do Brasil.
O trabalho desenvolvido pela EDP em matérias de sustentabilidade tem sido reconhecido pelas instâncias internacionais. Em 2010 e 2011 a EDP foi eleita a líder mundial do índice Dow Jones Sustainability Index nas empresas do sector elétrico.
Em 10 de abril de 2024, a empresa decidiu em assembleia geral de acionistas alterar o seu nome para simplesmente EDP, S.A., deixando cair "Energias de Portugal" do nome. O objetivo foi "simplificar a imagem" e "ajustar a denominação social a uma empresa cada vez mais global".

## Grupo EDP
O Grupo EDP é composto por várias empresas, sendo estas as principais:
- EDP Comercial é a empresa fornecedora de energia elétrica no mercado livre.  Em 2014, na esfera da EDP Comercial, foi introduzido o serviço EDP re:dy para os clientes controlarem o consumo elétrico através de uma aplicação de telemóvel em conjunto com aparelhos de medição e monotorização.[33]
- EDP Gás é a empresa distribuidora e fornecedora de gás natural. Por sua vez engloba as empresas:
  - EDP Gás Distribuição - distribuidora de gás natural.
  - EDP Gás Serviço Universal - fornecedora de gás natural no mercado regulado.
  - EDP Gás Comercial - fornecedora de gás natural no mercado livre.
  - EDP Gás Propano - fornecedora de gás propano.
- EDP Renováveis - Fundada em 2007, opera no mercado das Energias renováveis. O grupo detém 71,27% desta subsidiária.[34]
- EDP Brasil - Fundada em 2000, é uma holding brasileira do setor elétrico. Era cotada em bolsa, no entanto, em 2023 o grupo concluiu uma OPA de 100% do capital social da subsidiária no Brasil.[35]
- E-Redes (anteriormente designada EDP Distribuição até 29 de janeiro de 2021[36]) é a empresa que gere as redes de distribuição de eletricidade de baixa, média e alta tensão em Portugal continental.
- SU Eletricidade é a empresa fornecedora de energia elétrica no mercado regulado.
- Fundação EDP - Em dezembro de 2004 foi criada, pela EDP - Energias de Portugal, a Fundação EDP, hoje uma das mais importantes instituições no domínio cultural do país, na dupla vertente de produção própria e de mecenato.

## Estrutura acionista
O capital social da EDP em 15 de junho de 2025 era de cerca de 4.184.021.624,00€, repartidos aproximadamente da seguinte forma:
 Atualizado em 15 de junho de 2025
| Entidade                             | N.º de ações  | % de capital | % Voto |
| ------------------------------------ | ------------- | ------------ | ------ |
| China Three Gorges Corporation       | 895.372.977   | 21,4%        | 21,4%  |
| BlackRock, Inc.                      | 286.726.969   | 6,85%        | 6,85%  |
| Oppidum Capital, S.L.                | 285.414.833   | 6,82%        | 6,82%  |
| Canada Pension Plan Investment Board | 227.561.986   | 5,44%        | 5,44%  |
| EDP (Ações Próprias)                 | 50.136.141    | 1,20%        | -      |
| Restantes Acionistas                 | 2.438.818.718 | 58,29%       | -      |

## Edifício Sede da EDP

### Descrição
Procurando corresponder à empresa que representa, o edifício da sede da EDP, na Avenida 24 de Julho, “projeta uma aparência elétrica e enérgica, que se transforma com a luz do dia e o local de onde é observado”. “É desenhado por uma única linha, que lhe atribui volume e expressão, sem perder leveza e permeabilidade”. As “lâminas de ensombramento - perfis metálicos revestidos a placas de cimento branco reforçado com fibra de vidro - respondem à necessidade de sustentabilidade energética do edifício e garantem a flexibilidade programática interior e o suporte dos vários pisos”, refere a descrição disponibilizada pela Trienal de Arquitetura.
O arquiteto Manuel Aires Mateus, que classificou o Valmor como uma “distinção importante” explicou que a sede da EDP foi concebida para “dialogar com a cidade”. Trata-se de um “edifício que quer criar a primeira praça sombreada da cidade”, constituindo também “um espaço de arejamento da rua D. Luís”. “É uma tradição que vem desde o Bairro Alto, que foi claramente desenvolvida na cidade iluminista, com a Baixa, em que tudo são enfiamentos perpendiculares ao rio, exatamente para privilegiar essa relação entre a cidade e o rio. Agarrámos nesse princípio que a cidade sempre consagrou e transformámo-lo, numa escala com outra dimensão.”

### Prémio Valmor
O júri do Prémio Valmor e Municipal de Arquitetura para o ano de 2017, distinguiu como vencedoras, ex-aequo, o Edifício Sede EDP, do atelier Aires Mateus, e o Terminal de Cruzeiros de Lisboa, de Carrilho da Graça.
O Júri do Prémio Valmor e Municipal de Arquitetura do ano 2017 foi constituído pelos seguintes elementos: a Vereadora do Pelouro da Cultura, Dra. Catarina Vaz Pinto em representação do Presidente da Câmara Municipal de Lisboa, Dr. Fernando Medina; o Diretor Municipal de Urbanismo, Arquiteto Jorge Catarino Tavares, como Comissário Técnico-Científico e sem direito a voto, em representação do Vereador do Pelouro do Urbanismo, Arquiteto Manuel Salgado; a personalidade nomeada pelo Senhor Presidente da Câmara Municipal de Lisboa, Arquiteto Alberto Souza Oliveira; o representante da Academia Nacional das Belas Artes, Arquiteto Francisco Berger; o representante da Ordem dos Arquitetos, Arquiteto Cândido Chuva Gomes; o representante da Faculdade de Arquitetura da Universidade de Lisboa, Arquiteto João Pardal Monteiro.
O Júri analisou para esse ano um total de 225 obras.

## Polémicas
Em 2011 a EDP optou por suspender a sua página no Facebook, devido a polémica associada à eliminação do comentário de uma utilizadora da rede social.
Em Junho de 2012, a Entidade Reguladora dos Serviços Energéticos (ERSE) decidiu a compensação de 105869 clientes afetados por erros nos contadores, num montante de 4,1 milhões de euros.
Em Março de 2012 o secretário de Estado da Energia Henrique Gomes demitiu-se do governo devido a pressões do lobby da energia, sofridas após a elaboração de um relatório que pretendia aplicar cortes às rendas excessivas no setor elétrico português, em particular da EDP, no montante de 165 milhões de euros por ano. Estas políticas estavam previstas no Memorando de Políticas Económicas e Financeiras celebrado em Maio de 2011.
Em 2013 a Entidade Reguladora dos Serviços Energéticos decidiu que a EDP Distribuição pague mais 7 milhões de euros aos 800 mil clientes afetados por desvios nas leituras dos contadores só deverão receber o crédito na fatura a partir de Maio.
Em 2021 pagou uma coima de 450 mil euros instaurada pela Entidade Reguladora dos Serviços Energéticos num processo de 2017.